# نقطة شاذة
في الرياضيات، في العموم إن النقطة الشَاذَّة (بالإنجليزية: Singularity)‏ هي نقطة يكون عندها التابع الرياضي غير معرف أي ليس له قيمة وبالتالي يفشل التابع في ايجاد سلوك عند هذه النقطة.
على سبيل المثال هذا التابع:
f(x)=1/x
على خط الأعداد يملك هذا التابع نقطة شاذة عند x = 0 وعندها يكون التابع مساويًا لـ ±∞ وليس معرفًا.